# Comté de Caroline (Virginie)
Pour les articles homonymes, voir Comté de Caroline.
Le comté de Caroline est un comté de Virginie, aux États-Unis. Le comté a été fondé en 1728 et nommé en l'honneur de Caroline d'Ansbach, la femme du roi George II. Son siège est Bowling Green.
Selon le recensement de 2010, la population du comté était 28 545 habitants pour une superficie de 1 379,2 km2. Le comté fait partie de l'aire métropolitaine de Richmond.

## Géolocalisation
| Comté de Spotsylvania | Comté de Stafford | Comté de King George                  |
|                       | Comté de Caroline | Comté d'Essex Comté de King and Queen |
| Comté de Hanover      | Comté de Hanover  | Comté de King William                 |